# 仙后座53
仙后座53，又名BD+63 274，HD 12301、SAO 12097、HR 589，是仙后座的一颗恒星，视星等为5.58，位于銀經130.57，銀緯2.59，其B1900.0坐标为赤經1h 55m 35.7s，赤緯+63° 2.59′ 25″。